# Алиса Апрелева
Али́са Апре́лева (Alisa Apreleva, Alisa T. Apreleva Kolomeytseva; род. 26 апреля 1982, Невинномысск, Ставропольский край, СССР) — певица, поэтесса, музыкант, композитор, музыкальный терапевт, учёный.

## Биография

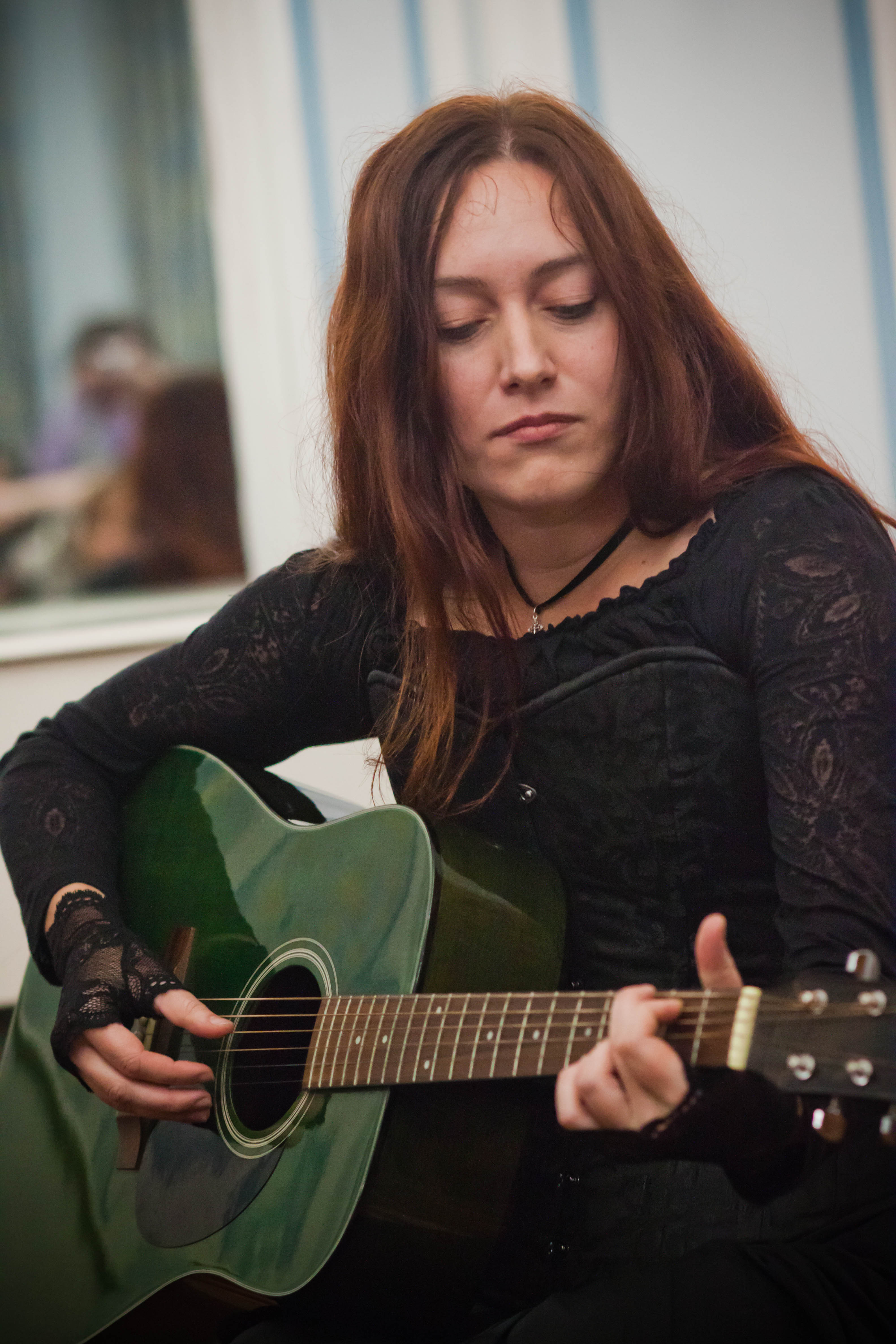
Алиса Апрелева, 2017

Родилась 26 апреля 1982 года в г. Невинномысск Ставропольского края. На сцене с 1988 года — как вокалистка детского эстрадного ансамбля «А+Б» (г. Иваново), участница концертного хора ДМШ № 23 им. Скрябина (г. Москва), пианистка. С 2001 года выступает со своими песнями, исполняя их под гитару. С 2002 по 2006 год — лидер группы «Фабрика Тяжёлой Воды». 2003—2004 гг. — актриса музыкального театра «Тампль».
В 2003 году Алиса окончила филологический факультет МГУ им. Ломоносова и поступила в аспирантуру. В 2004 году переехала в США, с этого времени живёт «на две страны» и пишет песни на двух языках. Самостоятельно освоив виолончель, с 2006 года постепенно приобретает всё большую известность как «поющая виолочелистка». В 2008 году выигрывает стипендию музыкального колледжа Беркли (Бостон), где изучает вокал, композицию и музыкальную терапию.
В альбом «Lucidus» (2011) вошло 11 композиций, написанных для голоса, перкуссии и трёх виолончелей, на одной из которых играет сама певица. Lucidus квартет существует в двух составах. В русском составе участвуют известные своими полистилистическими экспериментами виолончелисты Пётр Акимов («Аквариум», «Наутилус Помпилиус»), Денис Калинский (БСО, 4’33", Rock’o’Co) и Пётр Сурайкин (БСО, Линда, Мара), перкуссионист Михаил Смирнов (Квартет Ивана Смирнова, Art Ceilidh), перкуссионист Владимир «Биг» Глушко (Exit project), а также звукорежиссёр Станислав Перевезенцев. Американская группа: Дин Каппер (виолончель, США), Халлей Фистер (виолончель, США), Андрес Марин (барабаны и перкуссия, Коста Рика), Дипак Гопинат (барабаны, Индия), Марте Роэль (звукорежиссёр, Мексика). Мастеринг альбома «Lucidus» выполнил известный блюзовый гитарист Юрий Наумов.
25 января 2014 года состоялся релиз альбома «About Love». В него вошло 9 песен, написанных для голоса и камерного оркестра. В записи альбома приняли участие такие музыканты, как Андрес Марин (барабаны и клавиши, Коста Рика), Анастасия Думма (гитара, Россия), Александер Трампас (акустический бас, Греция), Кай Сандовал (труба, США), Юрий Левинсон (кларнет, США), Ракель Кобер (виолончель, США), Пётр Брейкин (пианино, США), Лайс Сидик (скрипка, Иордания), Джетт Галиндо (звукоинженер и бэк-вокал, Филиппины). Альбом был записан в течение 36 часов на студии The Record Co (Бостон, США) в мае 2012 года.

## Дискография
- 2002 — «Ante»

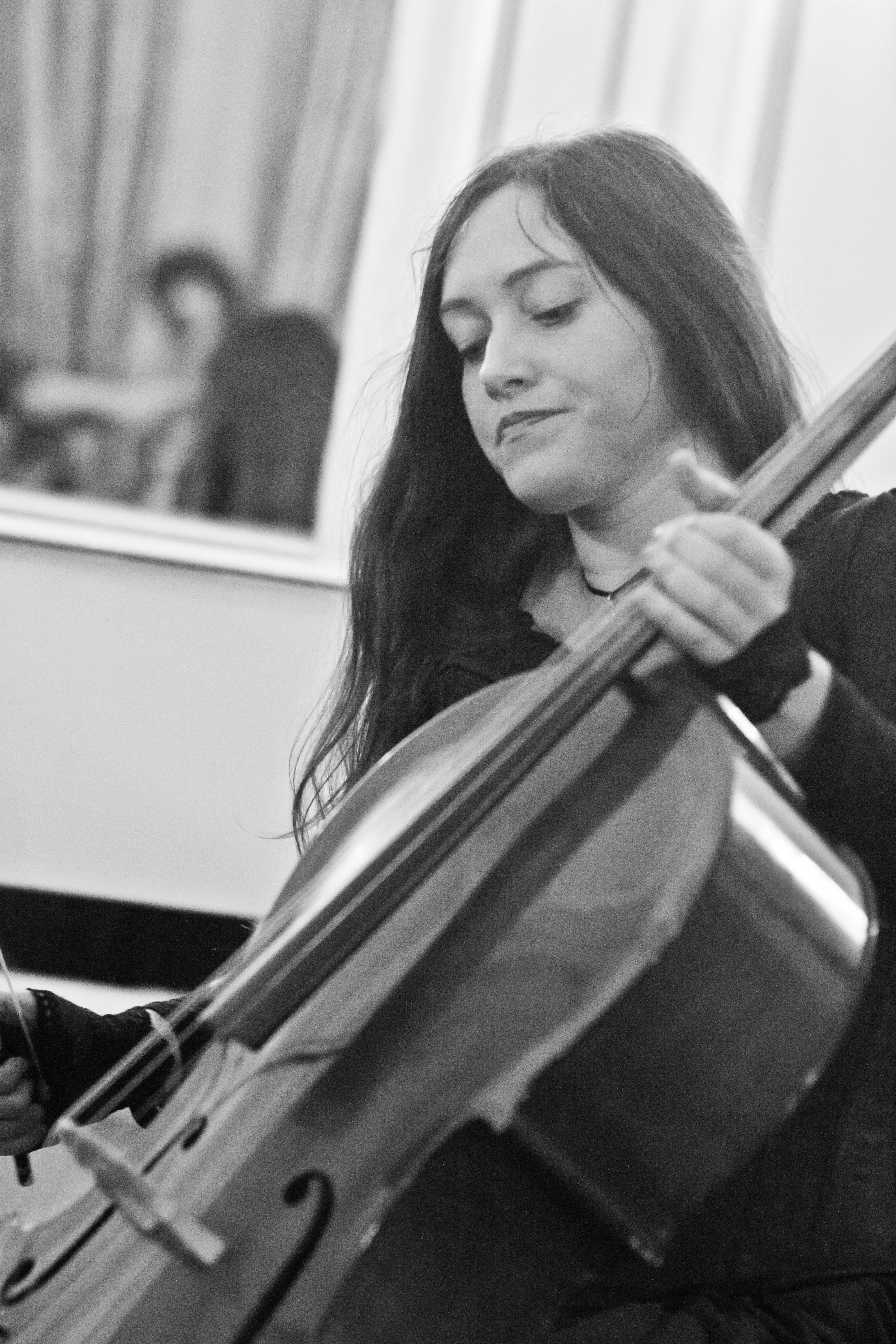
Алиса Апрелева, 2017

- 2003 — сборник фестиваля «Орфей»
- 2003 — «Асфальт»
- 2004 — «D2O live»
- 2004 — рок-опера «Жанна д’Арк» (театр Тампль)
- 2005 — сингл «Lullaby»
- 2005 — сборник «Дикая охота»
- 2006 — «Ad libitum»
- 2009 — «Live in LA»
- 2011 — «Lucidus»
- 2014 — «About Love»

## Публикации
- 2002 — «Чёрно-белая книга»
- 2003 — «Deus est machina» (сборник)
- 2005, 2008 — подборка стихотворений и поэма «Азбука» в литературно-философском журнале «ТОПОС»
- 2005 — «женский том» сборника «Поэты русского рока»
- 2017 — «Музыкант как волонтер: терапевтическое применение музыки в медицинских и социальных учреждениях»

## Участие в фестивалях
- 2001 — Оскольская лира (Старый Оскол)
- 2002 — «Орфей», фестиваль памяти Вени Д’ркина (Воронеж)
- 2003 — Оскольская лира (Старый Оскол)
- 2004 — «Даждь» (Москва)
- 2005 — «Фестиваль русского рока», проводимый «Русским Рок-Клубом в Америке» (Чикаго)
- 2006 — Фестиваль «Оверграунд» (Москва)
- 2006 — «Штопор» (Сан-Франциско)
- 2009 — «И снова блин!», слёт любителей авторской песни (Сиэтл)
- 2010 — JetЛаг (Пенсильвания)
- 2012 — International Folk Music Festival at Berklee College of Music
- 2012 — Платоновский фестиваль. Воронеж. Июнь 2012.